# New York Film Critics Circle Awards 1954
La 20ª edizione della cerimonia dei New York Film Critics Circle Awards, annunciata il 28 dicembre 1954, ha premiato i migliori film usciti nel corso del 1954.

## Vincitori

### Miglior film
- Fronte del porto (On the Waterfront), regia di Elia Kazan

### Miglior regista
- Elia Kazan - Fronte del porto (On the Waterfront)

### Miglior attore protagonista
- Marlon Brando - Fronte del porto (On the Waterfront)

### Miglior attrice protagonista
- Grace Kelly - La finestra sul cortile (Rear Window), La ragazza di campagna (The Country Girl) ed Il delitto perfetto (Dial M for Murder)

### Miglior film in lingua straniera
- La porta dell'inferno (地獄門), regia di Teinosuke Kinugasa • Giappone